# Sainte-Ruffine
 Sainte-Ruffine  es una población y comuna francesa, en la región de Lorena, departamento de Mosela, en el distrito de Metz-Campagne y cantón de Ars-sur-Moselle.

## Demografía
| 320 | 390 | 388 | 408 | 466 | 453 |
| Para los censos de 1962 a 1999 la población legal corresponde a la población sin duplicidades (Fuente: INSEE [Consultar]) |     |     |     |     |     |